# 新格利尼亞涅
48°10′3″N 31°15′50″E / 48.16750°N 31.26389°E
新格利尼亞涅（烏克蘭語：Новоглиняне），是烏克蘭中部的村莊，隸屬基洛夫格勒州的新烏克蘭卡區。該村始建於1864年，面積1.23平方公里，海拔高度192米，2001年人口311，人口密度每平方公里252.9人。